# Toddy (PepsiCo)
Toddy es una bebida en polvo de leche chocolatada, fabricada por PepsiCo. Principalmente es comercializada y vendida en Venezuela, Estados Unidos, Argentina, Uruguay, Brasil, Bolivia, México y Paraguay, donde durante la década de 1950-1960 fue vendida como una bebida conservada y comercializada hacia los residentes estadounidenses, específicamente en los teatros de autocine donde se anunciaba con la mascota de dibujos animados "Rodeo Joe".
En Venezuela el término Toddy hace referencia a cualquier tipo de bebida elaborada a base de chocolate en polvo (independientemente de su marca) debido al fenómeno de vulgarización de marca como consecuencia del contundente éxito de la bebida.

## Historia

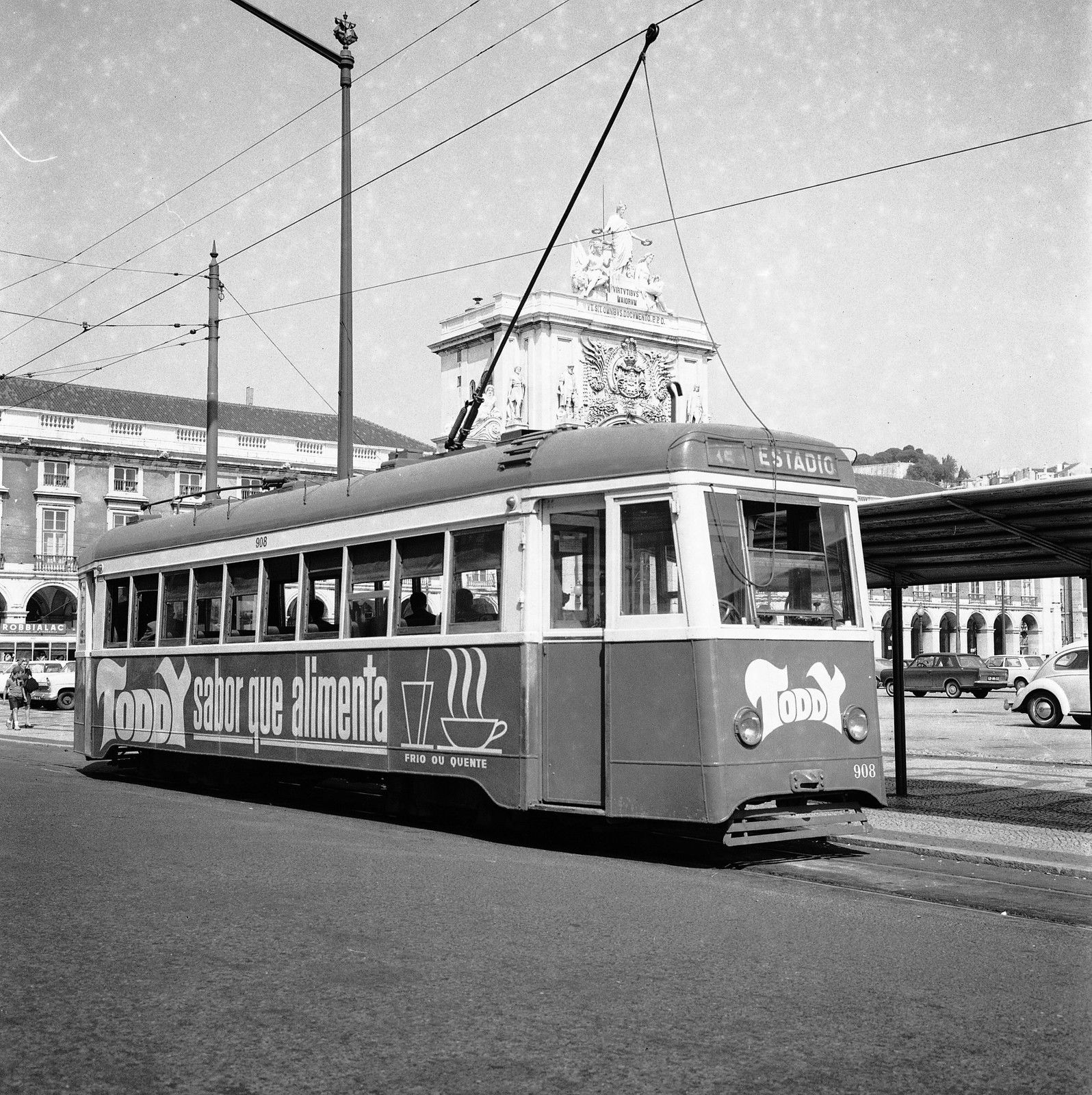
Cartel de Toddy en un tranvía de Lisboa, en 1969.

Toddy fue fundada en 1930 en Puerto Rico, por Pedro Erasmo Santiago, quien combina las características de dos bebidas: el ponche de whisky (a base de yema de huevo, miel, crema y whisky) y el ponche Caribe Ron, (a base de cacao, melaza y ron).
El 15 de marzo de 1933, Pedro Erasmo Santiago fue autorizado por el gobierno provisorio de Getúlio Vargas para comercializar el producto en Brasil y Colombia. El nombre del producto crea campañas publicitarias innovadoras, incluyendo publicidad aérea sobre los cielos de Río de Janeiro.
En la década de 1940, se inició la producción de Toddy en Venezuela por parte de la empresa La Venezuela Trading, que dio paso a Industrias Yukery y Mavesa, hasta que esta es controlada por PepsiCo y Empresas Polar en conjunto.
Pedro Erasmo Santiago también comenzó la producción de Toddy en Argentina, Uruguay, Portugal, España y distribuye el producto en las Islas del Caribe de República Dominicana y Cuba. También incursionó en las actividades, incluyendo jugos de fruta bajo la marca Yukery. 
En Brasil se llamó Yuky. En Venezuela se llama Yukery (Actualmente es una marca de Pepsi-Cola Venezuela filial de Empresas Polar) y Yuky Pak en los envases tipo Tetra Brik. 
Como resultado de esta empresa en la producción de jugos, en la década de 1950, Pedro Erasmo Santiago estableció la mayor procesadora de jugo de naranja y jugo concentrado en el mundo, Suconasa, hoy Cutrale, establecido en Brasil. 
En 1981, Toddy fue vendido a Quaker Oats que introdujo al año siguiente Toddynho en Brasil, leche con chocolate listos para el consumo que tiene destino público infantil.
En Venezuela, alrededor de 1982-1983, Toddy paralizó su producción, y la fábrica fue cerrada. Algún tiempo más tarde, la marca es vendida y la producción se reanuda
Después de la muerte de Pedro Erasmo Santiago, el 8 de febrero de 1966, su hijo menor, Erasmo Julian Santiago Mejía, (12 de agosto de 1936 - 12 de febrero de 2008) asumió el control de las operaciones hasta 1986. Ese año, la empresa Yukery Venezolana de Alimentos (quien fabricaba este producto) pasaba a manos de la Organización Cisneros hasta 1996 cuando es adquirida por Mavesa, una empresa filial de Empresas Polar. 
La marca queda adquirida oficialmente por PepsiCo en 2001, en el cual actualizó el logotipo de la marca a una estrella y tres vacas.
En 2009, PepsiCo introdujo la venta de Toddy en Australia, y el año siguiente en Chile.

## Envase
Desde su creación hasta mediados de los años 2010 el envase principal era una lata de aluminio, pero también venida presente en un envase tipo jarrón de vidrio, estos podría ser más grande según su cantidad de contenido. 
La imagen que tenía presente variaba según el país, pero el general era en donde aparecían los dos niñitos desnudos con sombrero de cocinero tomando Toddy, y el logo del mismo en el medio de estos dos. También había otra versión en donde se tenía la cabeza cara de un niño con un sombrero de chef y debajo de este el logo de Toddy. En la actualidad tiene solo el logo y un tipo de imagen referencial. 
En la actualidad este viene presente en un envase contorneado de plástico, con un contenido neto de 200 g y 400 g, también viene en un empaque de 400 g, 1 kg y 2 kg.

## Variantes

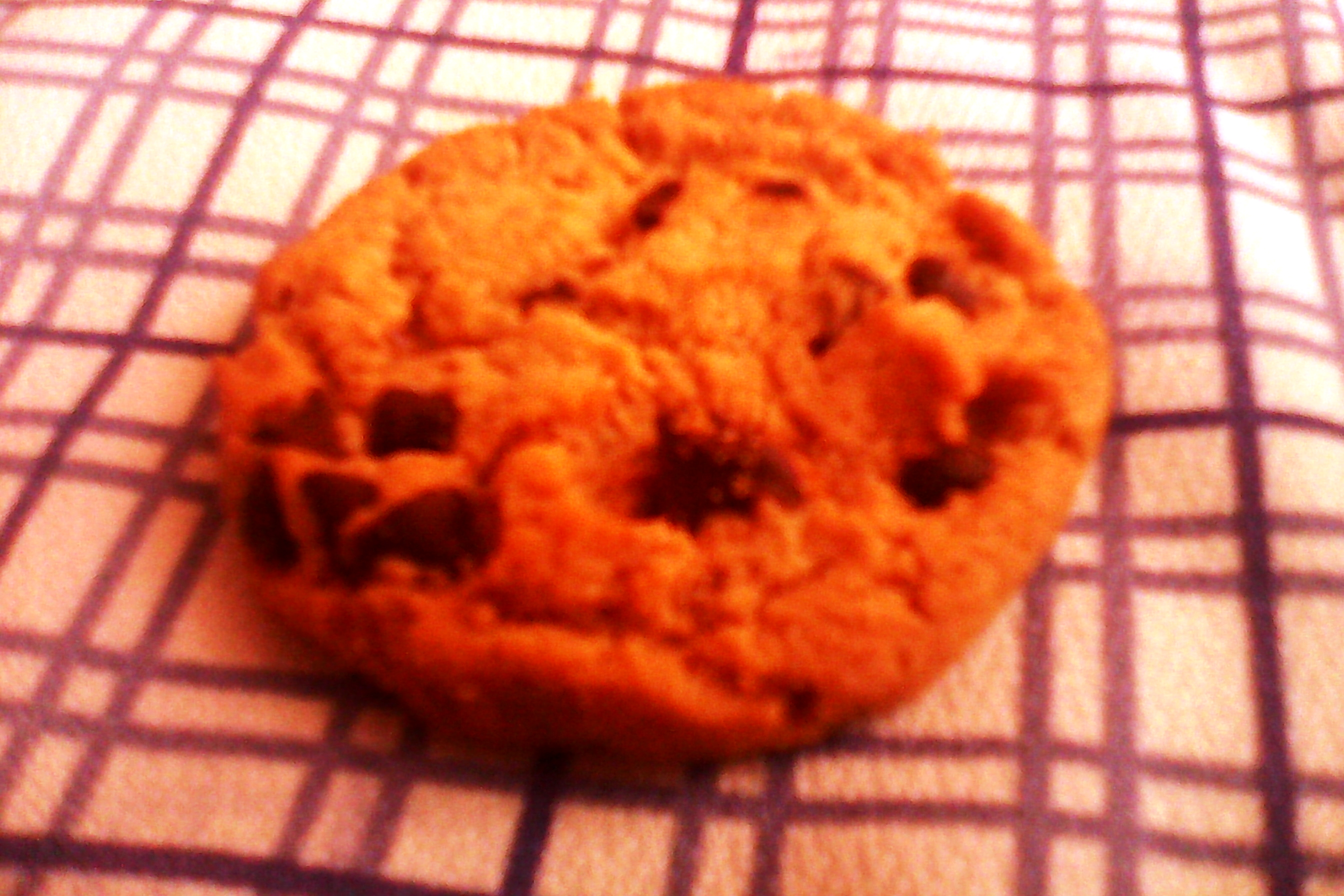
Galleta Toddy.

En algunos países se vende originalmente como galletitas con chips de chocolate. En Argentina este nombre se comercializa como Galletitas Toddy. Desde 2015 se introduce el producto en Venezuela con el nombre simplificado (Toddy Chips).
Igualmente se vende una versión ligera de la bebida con un 60% (aproximadamente) menos de calorías llamada Toddy Light.
El 26 de febrero de 2016 la marca venezolana Helados EFE anuncia la entrada al mercado de un helado con el sabor de la mezcla de chocolate Toddy.  En 2022, aparece en el mercado venezolano la nueva presentación Toddy Pudín, un postre de larga duración y listo para comer, en envase de 125 gramos.